# إلمونت
إلمونت (بالإنجليزية: Elmont)‏ هي قرية غير مضمنة في ولاية نيويورك الأمريكية.
يبلغ عدد سكانها حسب تعداد سنة 2000: 32,657 نسمة. ويبلغ عددهم حسب تقدير 2007 حوالي:34,000 نسمة.

## التركيبة السكانية
حدّد مكتب تعداد الولايات المتحدة بيانات التركيبة السكانية لإلمونت في تعداد الولايات المتحدة. في ما يلي، التركيبة السكانية حسب تعدادي 2000 و2010.

### تعداد عام 2000
بلغ عدد سكان إلمونت 32,657 نسمة بحسب تعداد عام 2000، وبلغ عدد الأسر 9,902 أسرة وعدد العائلات 7,838 عائلة مقيمة في المنطقة السكنية. في حين سجلت الكثافة السكانية 3,711 نسمة لكل كيلومتر مربع (9,611.4/ميل2). وبلغ عدد الوحدات السكنية 10,151 وحدة بمتوسط كثافة قدره 1,153.5 لكل كيلومتر مربع (2,987.6/ميل2).
وتوزع التركيب العرقي للمنطقة السكنية بنسبة 45.56% من البيض و34.69% من الأمريكيين الأفارقة و0.43% من الأمريكيين الأصليين و9.09% من الأمريكيين ذوي الأصول الآسيوية و0.08% من سكان جزر المحيط الهادئ و5.69% من الأعراق الأخرى و4.45% من عرقين مختلطين أو أكثر و14.31% من الهسبانيون أو اللاتينيون من أي عرق.
بلغ عدد الأسر 9,902 أسرة كانت نسبة 44.6% منها لديها أطفال تحت سن الثامنة عشر تعيش معهم، وبلغت نسبة الأزواج القاطنين مع بعضهم البعض 56.9% من أصل المجموع الكلي للأسر، ونسبة 17.2% من الأسر كان لديها معيلات من الإناث دون وجود شريك، بينما كانت نسبة 5% من الأسر لديها معيلون من الذكور دون وجود شريكة وكانت نسبة 20.8% من غير العائلات. تألفت نسبة 17.4% من أصل جميع الأسر من عدة أفراد يعيشون في نفس المنزل ونسبة 8.5% كانت تتألف من شخص يعيش بمفرده يبلغ من العمر 65 عاماً أو أكثر. وبلغ متوسط حجم الأسرة المعيشية 3.29، أما متوسط حجم العائلات فبلغ 3.68.
بلغ العمر الوسطي للسكان 35.9 عاماً. وكانت نسبة 26.4% من القاطنين تحت سن الثامنة عشر، وكانت نسبة 8.7% بين الثامنة عشر والرابعة والعشرين عاماً، ونسبة 30.3% كانت واقعةً في الفئة العمرية ما بين الخامسة والعشرين والرابعة والأربعين عاماً، ونسبة 21.7% كانت ما بين الخامسة والأربعين والرابعة والستين، ونسبة 12.5% كانت ضمن فئة الخامسة والستين عاماً فما فوق. يوجد لكل 100 أنثى 90.2 ذكر، ويوجد لكل 100 أنثى في الثامنة عشر من عمرها فما فوق 84.8 ذكر.
بلغ متوسط دخل الأسرة في المنطقة السكنية 62,511 دولارًا، أما متوسط دخل العائلة فبلغ 68,646 دولارًا. وكان متوسط دخل الذكور 40,182 دولارًا مقابل 35,203 دولارًا للإناث. وسجل دخل الفرد الخاص بالمنطقة السكنية 22,111 دولارًا. وكانت نسبة 5.4% من العائلات ونسبة 7.5% من السكان تحت خط الفقر، وكان من هؤلاء نسبة 9.6% تحت سن الثامنة عشر ونسبة 6.5% في الخامسة والستين من العمر وما فوق.

### تعداد عام 2010
بلغ عدد سكان إلمونت 33,198 نسمة بحسب تعداد عام 2010، وبلغ عدد الأسر 9,847 أسرة وعدد العائلات 7,655 عائلة مقيمة في المنطقة السكنية. في حين سجلت الكثافة السكانية 3,772.5 نسمة لكل كيلومتر مربع (9,770.7/ميل2). وبلغ عدد الوحدات السكنية 10,279 وحدة بمتوسط كثافة قدره 1,168.1 لكل كيلومتر مربع (3,025.4/ميل2).
وتوزع التركيب العرقي للمنطقة السكنية بنسبة 28.45% من البيض و45.51% من الأمريكيين الأفارقة و0.52% من الأمريكيين الأصليين و10.95% من الأمريكيين ذوي الأصول الآسيوية و0.04% من سكان جزر المحيط الهادئ و10.36% من الأعراق الأخرى و4.16% من عرقين مختلطين أو أكثر و21.80% من الهسبانيون أو اللاتينيون من أي عرق.
بلغ عدد الأسر 9,847 أسرة كانت نسبة 42.2% منها لديها أطفال تحت سن الثامنة عشر تعيش معهم، وبلغت نسبة الأزواج القاطنين مع بعضهم البعض 51.6% من أصل المجموع الكلي للأسر، ونسبة 19.4% من الأسر كان لديها معيلات من الإناث دون وجود شريك، بينما كانت نسبة 6.7% من الأسر لديها معيلون من الذكور دون وجود شريكة وكانت نسبة 22.3% من غير العائلات. تألفت نسبة 17.3% من أصل جميع الأسر من عدة أفراد يعيشون في نفس المنزل ونسبة 6.9% كانت تتألف من شخص يعيش بمفرده يبلغ من العمر 65 عاماً أو أكثر. وبلغ متوسط حجم الأسرة المعيشية 3.37، أما متوسط حجم العائلات فبلغ 3.78.
بلغ العمر الوسطي للسكان 37.1 عاماً. وكانت نسبة 23.7% من القاطنين تحت سن الثامنة عشر، وكانت نسبة 10.5% بين الثامنة عشر والرابعة والعشرين عاماً، ونسبة 26.7% كانت واقعةً في الفئة العمرية ما بين الخامسة والعشرين والرابعة والأربعين عاماً، ونسبة 28.1% كانت ما بين الخامسة والأربعين والرابعة والستين، ونسبة 11% كانت ضمن فئة الخامسة والستين عاماً فما فوق. وتوزع التركيب الجنسي للسكان بنسبة 48.2% ذكور و51.8% إناث.

## أعلام
- أرون دنيس
- جيم فيري
- جورج مارتنز